# Rhododendron delicatulum
Rhododendron delicatulum är en ljungväxtart som beskrevs av Herman Otto Sleumer. Rhododendron delicatulum ingår i släktet rododendron, och familjen ljungväxter. Utöver nominatformen finns också underarten R. d. lanceolatoides.